# École nationale des arts du Sénégal
L'École nationale des arts du Sénégal est un établissement d’enseignement professionnel, secondaire et supérieur basé à Dakar et dispensant des formations dans les domaines des arts du spectacle, des arts plastiques et de l'animation culturelle.
L'École nationale des arts résulte de la fusion, en 1995, de quatre établissements nationaux de formation artistique :
- l'École normale supérieure d'éducation artistique (ENSEA) ;
- l'École nationale des beaux-arts (ENBA) ;
- le Conservatoire national de musique, de danse et d'art dramatique (CNMDAD) ;
- l'Institut de coupe, couture et de mode (ICCM).

## Personnalités liées à l'école
- Éric Pina, ancien élève de l'école.